# Olenivka, Orihiv
Olenivka (în ucraineană Оленівка) este un sat în comuna Vilne din raionul Orihiv, regiunea Zaporijjea, Ucraina.

## Demografie
Componența lingvistică a localității Olenivka
     Ucraineană (87,13%)
     Rusă (11,3%)
     Alte limbi (1,39%)
Conform recensământului din 2001, majoritatea populației localității Olenivka era vorbitoare de ucraineană (87,13%), existând în minoritate și vorbitori de rusă (11,3%).